# Садки (Житомирский район)
Садки (укр. Садки) — село на Украине, находится в Житомирском районе Житомирской области.
Код КОАТУУ — 1822086301. Население по переписи 2001 года составляет 726 человек. Почтовый индекс — 12455. Телефонный код — 412. Занимает площадь 0,88 км².

## Адрес местного совета
12411, Житомирская область, Житомирский р-н, с. Садки, ул. Тимирязева, 7